# 清水航平
清水 航平（しみず こうへい、1989年4月30日 - ）は、福岡県宗像市出身の元プロサッカー選手。ポジションはミッドフィールダー、フォワード。東海大学付属第五高等学校卒業。

## 来歴
東海大学付属第五高等学校の2年先輩に橋内優也・藤田直之・末吉隼也、1年先輩に當間建文・西岡大輝、同級生に橋内竜真。早くからFWとして活躍、2006年インターハイ得点王。2007年の高円宮杯 (U-18)では4試合で7得点を挙げ、得点ランキング2位に輝いた。
2008年にサンフレッチェ広島とプロ契約。同期は内田健太、篠原聖、横竹翔、丸谷拓也。同年、Jサテライトリーグで結果を出し評価を上げ、同年10月25日のサガン鳥栖戦に途中交代出場で公式戦デビューを飾り、同試合にて佐藤寿人のアシストから初ゴールを挙げている。ちなみに初出場初得点はクラブ史上4人目の記録。その後はサテライトなどでコンスタントに得点を重ね、公式戦ではトップ下以外にも、アウトサイド としてもプレーした。ただ以降はほとんど試合出場は叶わなかった。
2012年、転機が訪れる。入団当初から指導を受けていた森保一が監督に就任し、同年6月には山岸智の怪我による離脱により左アウトサイドのレギュラーに抜擢されると急成長し、同シーズン山岸の復帰以降もレギュラーの座を渡さなかった。
これまで背番号「27」を着用していたが山岸智の退団に伴い2016シーズンより背番号が「16」に変更されることになった。
2017年8月14日、清水エスパルスに期限付き移籍で加入。
2018年4月に清水への完全移籍が発表された。7月、ヴァンフォーレ甲府へ期限付き移籍。
2019年シーズンより期限付き移籍でサンフレッチェ広島に復帰 し、シーズン終了後に完全移籍となった。その年はリーグ戦14試合に出場し躍動したものの2020年シーズンからは急激に出番が減りリーグ戦3試合の出場となった。また得点もなし。2021年はリーグ戦1試合のみでカップ戦を中心に出場。シーズン終了後、契約満了に伴い退団。
2023年6月22日、現役を引退することがサンフレッチェ広島より発表された。

## 人物
現在は主に左アウトサイドでプレーする。プロ入り前まではポジショニング、得点能力に優れたフォワードで、足立修曰く「田中達也と佐藤寿人を足して2で割ったような選手」。
妻はタレントの猪野栞。

## 所属クラブ
- 宗像市立中央中学校
- 東海大学付属第五高等学校
- 2008年 - 2018年4月  サンフレッチェ広島
  - 2017年8月 - 2018年4月  清水エスパルス（期限付き移籍）
- 2018年4月 - 2019年  清水エスパルス
  - 2018年7月 - 同年12月  ヴァンフォーレ甲府（期限付き移籍）
  - 2019年  サンフレッチェ広島（期限付き移籍）
- 2020年 - 2021年  サンフレッチェ広島

## 個人成績
| 国内大会個人成績 | 国内大会個人成績 | 国内大会個人成績 | 国内大会個人成績 | 国内大会個人成績 | 国内大会個人成績 | 国内大会個人成績 | 国内大会個人成績 | 国内大会個人成績 | 国内大会個人成績 | 国内大会個人成績 | 国内大会個人成績 |
| 年度             | クラブ           | 背番号           | リーグ           | リーグ戦         | リーグ戦         | リーグ杯         | リーグ杯         | オープン杯       | オープン杯       | 期間通算         | 期間通算         |
| 年度             | クラブ           | 背番号           | リーグ           | 出場             | 得点             | 出場             | 得点             | 出場             | 得点             | 出場             | 得点             |
| 日本             | 日本             | 日本             | 日本             | リーグ戦         | リーグ戦         | リーグ杯         | リーグ杯         | 天皇杯           | 天皇杯           | 期間通算         | 期間通算         |
| ---------------- | ---------------- | ---------------- | ---------------- | ---------------- | ---------------- | ---------------- | ---------------- | ---------------- | ---------------- | ---------------- | ---------------- |
| 2008             | 広島             | 27               | J2               | 4                | 1                | -                | -                | 0                | 0                | 4                | 1                |
| 2009             | 広島             | 27               | J1               | 1                | 0                | 2                | 0                | 0                | 0                | 3                | 0                |
| 2010             | 広島             | 27               | J1               | 4                | 0                | 0                | 0                | 1                | 0                | 5                | 0                |
| 2011             | 広島             | 27               | J1               | 0                | 0                | 1                | 0                | 0                | 0                | 1                | 0                |
| 2012             | 広島             | 27               | J1               | 24               | 4                | 5                | 1                | 1                | 0                | 30               | 5                |
| 2013             | 広島             | 27               | J1               | 19               | 0                | 2                | 0                | 5                | 0                | 26               | 0                |
| 2014             | 広島             | 27               | J1               | 21               | 0                | 4                | 0                | 2                | 1                | 27               | 1                |
| 2015             | 広島             | 27               | J1               | 16               | 2                | 6                | 2                | 5                | 0                | 23               | 4                |
| 2016             | 広島             | 16               | J1               | 31               | 0                | 2                | 0                | 2                | 0                | 35               | 0                |
| 2017             | 広島             | 16               | J1               | 12               | 0                | 4                | 0                | 2                | 0                | 18               | 0                |
| 2017             | 清水             | 2                | J1               | 9                | 0                | -                | -                | 0                | 0                | 9                | 0                |
| 2018             | 清水             | 2                | J1               | 0                | 0                | 3                | 0                | 0                | 0                | 3                | 0                |
| 2018             | 甲府             | 30               | J2               | 9                | 0                | -                | -                | 0                | 0                | 9                | 0                |
| 2019             | 広島             | 27               | J1               | 14               | 0                | 0                | 0                | 2                | 0                | 16               | 0                |
| 2020             | 広島             | 16               | J1               | 3                | 0                | 1                | 0                | -                | -                | 4                | 0                |
| 2021             | 広島             | 16               | J1               | 1                | 0                | 3                | 0                | 0                | 0                | 4                | 0                |
| 通算             | 日本             | 日本             | J1               | 155              | 6                | 33               | 3                | 15               | 1                | 203              | 10               |
| 通算             | 日本             | 日本             | J2               | 13               | 1                | -                | -                | 0                | 0                | 13               | 1                |
| 総通算           | 総通算           | 総通算           | 総通算           | 168              | 7                | 33               | 3                | 15               | 1                | 216              | 11               |

その他の公式戦
- 2013年
  - XEROX SUPER CUP 1試合0得点
- 2014年
  - XEROX SUPER CUP 1試合0得点
- 2015年
  - Jリーグチャンピオンシップ 2試合0得点

| 国際大会個人成績 | 国際大会個人成績 | 国際大会個人成績 | 国際大会個人成績 | 国際大会個人成績 | FIFA      | FIFA      |
| 年度             | クラブ           | 背番号           | 出場             | 得点             | 出場      | 得点      |
| AFC              | AFC              | AFC              | ACL              | ACL              | クラブW杯 | クラブW杯 |
| ---------------- | ---------------- | ---------------- | ---------------- | ---------------- | --------- | --------- |
| 2010             | 広島             | 27               | 3                | 0                | -         | -         |
| 2012             | 広島             | 27               | -                | -                | 3         | 0         |
| 2013             | 広島             | 27               | 2                | 0                | -         | -         |
| 2014             | 広島             | 27               | 1                | 0                | -         | -         |
| 2016             | 広島             | 27               | 6                | 1                | -         | -         |
| 2019             | 広島             | 27               | 8                | 0                | -         | -         |
| 通算             | AFC              | AFC              | 20               | 1                | 3         | 0         |

- 公式戦初出場・初得点：2008年10月25日 J2第41節 対サガン鳥栖戦（広島ビッグアーチ）
  - 67分、森崎浩司に代わり出場、71分得点

## タイトル

### クラブ
サンフレッチェ広島
- Jリーグ ディビジョン1：3回（2012年、2013年、2015年）
- Jリーグ ディビジョン2：1回（2008年）
- FUJI XEROX SUPER CUP：4回（2008年、2013年、2014年、2016年）

### 個人
- インターハイ得点王（2006年）

## 代表歴
- U-16日本代表（2005年）
- U-18日本代表（2007年）
- U-21日本代表（2010年）